# Carl-Otto Bremer
Pour les articles homonymes, voir Aaltonen.
Carl-Otto Bremer, né le 4 juillet 1933 à Helsinki et décédé le 7 août 1962 à Helsinki, est un ancien pilote de rallyes et sur circuits finlandais, qui commença sa carrière automobile en 1956.
Il fut vainqueur du rallye des 1000 lacs en 1960, sur Saab 93 (copilote Juhani Lampi).
La même année il devint le second Champion de Finlande des rallyes (il l'avait déjà été officieusement en 1957 sur Saab 93), et termina 9e au classement général du rallye Monte-Carlo. 
En 1961, il remporta le Grand-Prix de Suède, en catégorie Formule Junior, sur Elva 100.
Il termina également 6e du rallye des 1000 lacs en 1957, avec Lampi sur Saab 93, et y participa en 1959.
Durant l'été 1962, son petit avion personnel s'écrasa dans l'étang proche de sa résidence secondaire, un chalet en bord de mer.